# Énines
Énines is een dorp in de Belgische provincie Waals-Brabant en een deelgemeente van de gemeente Orp-Jauche. Het was een zelfstandige gemeente tot het bij de fusie van 1971 toegevoegd werd aan de gemeente Geten die zelf op zijn beurt in 1977 opging in de nieuwe fusiegemeente Orp-Jauche.
Énines ligt in het westen van de gemeente Orp-Jauche en ten zuiden van de weg van Hannuit naar Waver. De deelgemeente heeft een verspreide bewoning zonder dorpskom en is gelegen op een plateau. Het is een Haspengouws landbouwdorp dat vooral leeft van de akkerbouw.

## Geschiedenis
Énines behoorde tot de meierij Jandrain in het hertogdom Brabant. Er was zeker één heerlijkheid die reeds in de 12de eeuw in het bezit was van het kapittel van Sint-Foillan te Fosses-la-Ville.
Tussen 1691 en 1693 richtten Franse troepen zware vernielingen aan in het dorp en werden verscheidene huizen platgebrand.
Bij het ontstaan van de gemeenten in 1795 werd Énines een zelfstandige gemeente in het kanton Geten van het Dijledepartement. Reeds in 1809 werd gepoogd om Énines te laten samengaan met Marilles maar dit ging uiteindelijk niet door. In de 19de eeuw en het begin van de 20ste eeuw waren er enkele linnenweverijen in het dorp.

## Bezienswaardigheden
- De Sint-Foillankerk (Église Saint-Feuillen) is een neoclassicistisch kerkgebouw van 1871.

## Natuur en landschap
Bij Énines ontspringt de Ruisseau de Herbais. De hoogte aan de kerk bedraagt 123 meter.

## Demografische ontwikkeling
- Bronnen:NIS, Opm:1831 tot en met 1961=volkstellingen

## Nabijgelegen kernen
Nodrenge, Molembais-Saint-Pierre, Autre-Église, Geten
Deelgemeenten: Énines · Folx-les-Caves · Geten · Jandrain-Jandrenouille · Marilles · Noduwez · Orp-le-Grand

Overige plaatsen: Jandrain · Jandrenouille

Belgische gemeenten · Arrondissement Nijvel · Waals-Brabant · Wallonië